# Rynkeby
Rynkeby är en tätort i Kerteminde kommun i Region Syddanmark i Danmark. Tätorten har 590 invånare (2024). Den ligger på Fyn, cirka 7 kilometer sydväst om Kerteminde.